# ТЕЦ Рояна 1
14°19′59″ пн. ш. 100°38′18″ сх. д. / 14.33306° пн. ш. 100.63833° сх. д.
ТЕЦ Рояна 1 — теплоелектроцентраль, яка споруджена у тайській індустріальній зоні Рояна (Rojana), що знаходиться дещо північніше від столиці країни Бангкоку.
Станція почала роботу у 1998 році із парогазовим блоком комбінованого циклу, в якому дві газові турбіни живили через відповідну кількість котлів-утилізаторів одну парову турбіну. Надалі на станції реалізували ще чотири етапи розширення — в 2003 (газова турбіна та котел-утилізатор від Ishikawajima-Harima), 2006 (газова турбіна та котел-утилізатор), 2008 (газова турбіна, котел-утилізатор від DKME та парова турбіна) та 2013 роках (газова турбіна та котел-утилізатор від Ishikawajima-Harima). Як наслідок, загальна потужність станції досягнула 316,4 МВт.
Не пізніше 2017-го одну газову турбіну з котлом-утилізатором демонтували та відправили на ТЕЦ Рояна 3. Після цього ТЕЦ Рояна 1 працює у складі 5 газових турбін потужністю по 42 МВт та двох парових турбін із показниками 38 МВт та 30 МВт. Загальна електрична потужність станції рахується як 269 МВт, крім того, вона постачає підприємствам індустріальної зони 65 тонн пари на годину.
Як паливо станція використовує природний газ. Індустріальна зона Рояна знаходиться поблизу газового хабу Вангной, ресурс до якого надходить чи міг надходити через трубопроводи Бангпаконг – Вангной (з 1996-го), Ратчабурі – Вангной (з 2000-го, надалі реверсований) та Каенгкй — Вангной (з 2015-го).
Видача продукції відбувається по ЛЕП, розрахованій на роботу під напругою 115 кВ.
Проект реалізували через компанію Rojana Power, яка належала власнику індустріальної зони Rojana Industrial Estate Limited (41 %), та японським Kansai Electric Power (39 %) і Nippon Steel & Sumikin Bussan (20 %). В 2021-му Rojana Industrial збільшила свою частку до 75 %, тоді як участь Kansai Electric зменшилась до 5 %.